# Diana Hadžijeva
Diana Hajiyeva (azerbajdžansko Diana Hacıyeva, ukrajinsko Діана Гаджиє́ва, rusko Диана Гаджиева), azerbajdžanska pevka in tekstopiska, *13. junij 1989. Diana je ena izmed članic ter tudi glavna vokalistka skupine Dihaj, ki je zastopala Azerbajdžan na tekmovanju za pesem Evrovizije 2017 s pesmijo »Skeletons«, ki se je v finalu uvrstila na 14. mesto.

## Življenje
Hajiyeva se je rodila v Mariupolu v Ukrajini, takrat še kot del Sovjetske zveze. Diana se je že v otroštvu ukvarjala z glasbo. Učila se je igrati klavir, zanimala se pa je tudi za jazz.
Diana je diplomirala je na Akademiji za glasbo v Bakuju, kjer je prejela izobrazbo zborovskega dirigent. V času študija se je pa tudi ukvarjala z jazzom na profesionalni ravni. Živela je tudi v Londonu v Angliji, kjer je diplomirala tudi na The Institute of Contemporary Music Performance.
Kasneje pa je ustanovila svojo skupino Dihaj, ki jo je poimenovala iz prvih črk njenega imena in priimka. Leta 2009 se je poročila z Alijem Nasirovim, enim od članov njene skupine. Skupaj imata hčerko Savi.

## Pesem Evrovizije
Leta 2011 je prvič nastopila na nacionalne izboru za pesdstavnika Azerbajdžana na tekmovanju za pesem Evrovizije 2011 vendar je obstala v kvalifikacijah.
Leta 2017 pa je bila njena skupina razglašena za pedstavnika Azerbajdžana na tekmovanju za Pesem Evrovzije 2017 je izvedla pesem »Skeletons«. V finalu so se uvrstili na 14. mesto s skupno 120 točkami.

## Diskografija

### Pesmi
- »I Break Again« (2014)

- »Gecələr keçir« (2015)

- »Complain« (2016)

- »Eşqini aşagı sal« (2016)

- »Skeletons« (2017)